# Tomažič
Tomažič je 47. najbolj pogost priimek v Sloveniji, ki ga je po podatkih Statističnega urada Republike Slovenije na dan 31. decembra 2007 uporabljalo 1.810 oseb, na dan 1. januarja 2011 pa 1.813 oseb ter je med vsemi priimki po pogostosti uporabe zavzel 44. mesto.

## Znani nosilci priimka
- Agata Tomažič (*1977), novinarka, prevajalka, pisateljica
- Aleš Tomažič, abdominalni kirurg, prof. MF
- Andreja Tomažič Hrvatin (*1985), dirigentka/zborovodkinja, pevka
- Anica Tomažič (*1963), medicinska sestra in laična misijonarka
- Anton Tomažič (1895—1986), župnik, monsinjor (umrl v Žičah)
- Anton Tomažič (*1948), zdravnik ortoped
- Anton Tomažič (*1950), pravnik, računalnikar, publicist, politik
- Bogomir Tomažič, kapitan bojne ladje, poveljnik mornariškega diviziona SV
- Bojan Tomažič (*1958), novinar, ured., pisatelj, slikar, glasbenik (CZD)
- Boris Tomažič (1913—1994), klasični filolog, partizan, zamejski šolnik, publicist, prevajalec
- Branko Tomažič (*1961), inženir kmetijstva, kmet, državni svetnik
- Danica Tomažič (por. Vuk), sestra Pinka Tomažiča, žena Stanka Vuka (umorjena 1944 skupaj z njim)
- Danilo Tomažič (1909—1979), zdravnik nevrolog
- Dušan Tomažič (1922—2004), zdravnik epidemiolog, javnozdravstveni strokovnjak in organizator
- Dušan Tomažič  (*1961), novinar, urednik TVS (Mb), publicist
- Ema Tomažič (1897—1981), zavedna tržaška Slovenka
- Emil Tomažič (1892—1945), gradbenik
- Emil Tomažič (1927—2009), politik, gospodarstvenik
- France Tomažič (1899—1968), arhitekt in urbanist
- Franci Tomažič (*1953), spidvejist in publicist
- Gabrijel Tomažič (1899—1977), botanik, fitocenolog
- Hanzi Tomažič, urednik, časnikar, medijski podjetnik na Koroškem
- Ivan Tomažič (1850—1941), gasilski strokovnjak, častni meščan Ljubljane
- Ivan Tomažič (1919—2014), duhovnik, klaretinec, organizator, mecen, publicist (venetolog)
- Ivan (Ivo) Tomažič (1919—1982), gospodarstvenik
- Ivan Jožef Tomažič (1876—1949), teolog in lavantinski (mariborski) škof
- Iztok Tomažič, biolog, botanik-dendrolog?, pedagog
- Jadranka Tomažič (*1942), gledališka igralka
- Jana Tomažič (*1965), etnologinja, muzealka
- Janez Tomažič (*1954), zdravnik infektolog, prof. MF
- Jože Tomažič (1906—1970), pisatelj, gledališčnik (dramatik, režiser in igralec)
- Luka Martin Tomažič, pravnik
- Marjeta Tomažič, zdravnica diabetologinja
- Peter Tomažič, generalni tajnik slovenske Karitas
- Pin(k)o (Josip) Tomažič (1915—1941), protifašist, narodni heroj
- Sašo Tomažič (*1955), elektrotehnik (telekomunikacije), univ. prof.
- Stanko Tomažič (1927—2017)?, publicist...?
- Tanja Tomažič (*1939), etnologinja, muzealka
- Tomaž Tomažič, zdravnik ortoped